# 古廷
古廷（Quthing）是非洲南部國家萊索托的城市，也是古廷區的首府。古廷在索托語中意即「風的地方」。位於該國南部，距離與南非接壤的邊境僅2公里，建城於1877年，海拔高度1,500米，2004年人口估計約15,000。
30°24′00.4″S 27°42′00.7″E / 30.400111°S 27.700194°E